# Rammersmatt
Rammersmatt – miejscowość i gmina we Francji, w regionie Grand Est, w departamencie Górny Ren.
Według danych na rok 1990 gminę zamieszkiwało 169 osób, 31 os./km².